# Brighton (Tennessee)
Brighton – miasto w Stanach Zjednoczonych, w stanie Tennessee, w hrabstwie Tipton.